# Paul Camboué
Paul Camboué, né le 22 avril 1849 et mort en juillet 1929 à Madagascar, est un missionnaire jésuite français, connu notamment pour ses activités annexes d'arachnologiste et d'entomologiste.

## Biographie

### Jeunesse et études
Né le 22 avril 1849 à Mont-de-Marsan, Paul Camboué étudie au lycée Saint-Joseph-de-Tivoli, tenu par les Jésuites. Bachelier à seize ans, il entame des études de droit qu'il termine en 1868 en prêtant serment comme avocat. Il participe à la guerre de 1870 en qualité de lieutenant.

### Parcours jésuite
En octobre 1872, Paul Camboué entre chez les Jésuites de Toulouse. Il y fait ses études de philosophie, théologie, et est ordonné prêtre. En 1882, il est envoyé comme missionnaire à Madagascar, où il arrive le 10 novembre, et y reste la majeure partie des quarante-sept années suivantes, en plusieurs endroits différent, notamment Arivonimamo et Ambohibeloma,.

### Travaux scientifiques
Le père Camboué est surtout connu pour ses travaux scientifiques, qu'il mène de front avec ses activités religieuses. Ainsi, il se passionne pour l'arachnologie et l'entomologie et écrit plusieurs ouvrages et traités sur la question. Dans les années 1880, il s'appuie sur les études de Vinson sur la Néphile dorée (également appelée nephila madagascariensis, ou, de son nom malgache, l’halabé) pour créer à Madagascar une machine permettant de récolter de grandes quantités de fil produits par cette araignée. En 1893, il envoie de nombreux spécimens de soie d'araignée, produite par cette néphile dorée au laboratoire lyonnais de la condition des soies ; quoique vivement intéressé par les échantillons, le laboratoire estime d'une part que ceux-ci sont en quantité trop faible pour pouvoir juger de l'intérêt industriel de la soie d'araignée, et d'autre part que les araignées malgaches ne s'acclimateront probablement pas au climat lyonnais. S'il n'est pas le premier à penser utiliser les capacités de production de soie des araignées pour l'industrie textile (voir le mémoire de Bon de Saint Hilaire en 1709), il est le premier à imaginer un système industriel mettant en pratique ces capacités. Cependant, l'exploitation de cette soie d'araignée se révèle à nouveau non rentable.

### Reconnaissance et récompenses
L'Académie malgache le nomme membre associé le 12 novembre 1903, et il devient membre titulaire le 29 juin 1927. Il est en outre membre correspondant de Académie des sciences de Paris.

## Œuvres
- Paul Camboué, « Bombyciens sérigènes de Madagascar », Bulletin mensuel de la société nationale d'acclimatation de France, vol. 32,‎ juin 1885, p. 367-374 (ISSN 1245-8120)
- Paul Camboué, « Les sauterelles à Madagascar sur le riz malgache », Bulletin mensuel de la société nationale d'acclimatation de France, vol. 33,‎ mars 1886, p. 168-172 (ISSN 1245-8120)
- Paul Camboué, « Sur les services rendus à l'acclimatation par les RR PP missionnaires de la Compagnie de Jésus. », Bulletin mensuel de la société nationale d'acclimatation de France,‎ février 1888 (ISSN 1245-8120)
- Paul Camboué, « Sur l'utilisation de deux aranéides séricigènes de Madagascar », Revue des sciences naturelles appliquées : bulletin bimensuel de la Société nationale d'acclimatation de France, vol. 6,‎ février 1889, p. 117-119 (ISSN 1245-8112, lire en ligne)
- Paul Camboué, « L'Urania ripheus BDV. Quelques notes sur ses états imparfaits ou larvaires. », Revue des sciences naturelles appliquées : bulletin bimensuel de la Société nationale d'acclimatation de France, vol. 6,‎ février 1889, p. 439-441 (ISSN 1245-8112, lire en ligne)
- Paul Camboué, « Le voanzo (voandzeia subterranea du Petit-Thouars) », Revue des sciences naturelles appliquées : bulletin bimensuel de la Société nationale d'acclimatation de France, vol. 6,‎ février 1889, p. 893-895 (ISSN 1245-8112, lire en ligne)
- Paul Camboué, « Au sujet de la culture de la vigne à Madagascar », Revue des sciences naturelles appliquées : bulletin bimensuel de la Société nationale d'acclimatation de France, vol. 12,‎ 20 juin 1893, p. 548-554 (ISSN 1245-8112, lire en ligne)
- Paul Camboué, « Note biologique sur des Lépidoptères de Madagascar. », Bulletin de l'Académie malgache,‎ 1922, p. 247-257 (ISSN 0366-4473, lire en ligne)
- "Causerie scientifique: coutumes juives à Madagascar." La revue générale. décembre 1891, pp. 921 a 934.
- Variétés. Notes sur Madagascar." Revue des questions scientifiques, 2e série, tome III, octobre 1892, pp. 669 à 676.
- "Variétés. Notes sur Madagascar." Revue des questions scientifiques, 1893, pp. 342 à 347.
- "A Madagascar." Bulletin de la société de géographie commerciale de Bordeaux, 1er octobre 1894, pp. 549 à 551.
- Discours prononcé à la séance inaugurale du cours de Malgache de l'Institut catholique de Paris, le 21 janvier 1897. Brochure de 27 pages. Paris: Librairie africaine et coloniale Joseph André et Cie.
- Un apôtre de Madagascar. Le Père Louis Laboucarie, de la Compagnie de Jésus (1837-1901), brochure de 60 pages: Toulouse, imprimerie Antonin Gay.
- "Notes biologiques sur quelques aranéïdes de Madagascar." Bulletin de l'Académie Malgache, (NS), tome 3, (1916-1917) pp. 173 à 189.
- "Araignées et Paludisme." Revue des questions scientifiques, octobre 1920 (11 p.).
- "Psychique de la bête. Chenilles et papillons." Revue des questions scientifiques, octobre 1921, pp. 350 à 369.
- "L'esprit des petites bêtes. L'araignée maçonne et l'araignée filandière veloutée de Madagascar." Revue des questions scientifiques, IVe série, t. III, pp. 864 à 894.
- "Comportement de Lépidoptères après ablation de la tête." Annales de la société scientifique de Bruxelles, tome 48, série B, 1ère partie; comptes rendus des séances, session du 25 octobre 1928, …section, pp. 140 à 142.
- "Noces de papillon. Communications à très grande distance." Revue des questions scientifiques, janvier 1929, pp. 58 à 85.